# M/S Mega Andrea
M/S Mega Andrea, tidigare namn M/S Wellamo och M/S Silja Festival, är en kryssningsfärja köpt av Corsica Ferries. Färjan trafikerar rutten Sardinien–Korsika sedan juli 2015.

## Historia
1983 beställer FÅA två fartyg för linjen Stockholm–Åbo, byggda enligt koncept från de framgångsrika fartygen på linjen Stockholm–Helsingfors, M/S Finlandia och M/S Silvia Regina. Kontraktet för det först levererade fartyget övertas av FÅA:s partner i Silja Line, Johnson Line, och det fartyget får namnet M/S Svea, medan FÅA behåller det andra. Det andra fartyget byggs 1986 av Wärtsilä i Åbo och får namnet M/S Wellamo. 1990 går FÅA (Effoa) samman med Johnson Line till EffJohn som driver Silja Line vidare.
Den 13 augusti 1991 är M/S Wellamo nära en kollision med bensintankern Tärnfjord utanför Värmdö i Stockholms skärgård.
År 1992 genomför Silja Line en större ombyggnad av Åbofartygen med utökat nöjesutbud och M/S Wellamo får namnet M/S Silja Festival. För att markera förnyelsen målas namnet med stor text på skrovet.
Efter den svenska devalveringen 1992 hamnar flera rederier finansierade av Nordbanken i kris. Sedan Slite satts i konkurs blir M/S Europa utan köpare. Samtidigt har det norskägda rederiet Euroway, också finansierat av Nordbanken, svårt att få sina fartyg levererade från krigets Jugoslavien. Lösningen blir att M/S Europa, under namnet M/S Silja Europa från 1993 chartras av Silja Line för trafik Stockholm–Helsingfors, samtidigt som M/S Silja Serenade flyttas till linjen Stockholm–Åbo. M/S Silja Festival flyttas till kvarken för sommartrafik och sätts därefter in i Euroways trafik tillsammans med det levererade nybygget M/S Frans Suell. Euroways andra nybygge avbeställs, men levereras senare till DFDS, idag M/S Crown of Scandinavia.
Trafiken för Euroway går dock dåligt och man planerar att sälja M/S Silja Festival till Color Line. Euroway läggs dock ner helt maj 1994 och Euroways första nybygge, M/S Frans Suell sätts in på linjen Stockholm–Åbo för Silja Line under namnet M/S Silja Scandinavia. Därmed blir M/S Silja Festivals systerfartyg M/S Silja Karneval, tidigare M/S Svea, sysslolös och det blir hon som säljs till Color Line och får namnet M/S Color Festival.
M/S Silja Festival får åter Silja Line målningen på skrovet och fortsätter att trafikera kvarken sommartid, medan Helsingfors–Tallinn blir rutten vintertid.
1997 köper Viking Line M/S Silja Scandinavia och sätter in henne på Stockholm–Helsingfors under namnet M/S Gabriella. M/S Silja Festival flyttas tillbaka till linjen Stockholm–Åbo. Nu med svensk flagg. Därefter går hon under många år i par med M/S Silja Europa, som också flyttats till linjen.
2006 köps Silja Line av Tallink.
Den 23 juli 2008 ersattes Silja Festival på linjen Stockholm–Åbo av M/S Galaxy som flyttas från linjen Helsingfors–Tallinn.
Den 2 augusti 2008 sätts Silja Festival in mellan Stockholm och Riga. Hon får Lettiskt flagg och målas i Tallinks färger, men behåller namnet M/S Silja Festival.
Den 6 maj 2013 blir M/S Silja Festival ersatt av före detta Viking Line-fartyget M/S Isabelle, systerfartyg till ovan nämnda M/S Silja Scandinavia (M/S Gabriella) och M/S Crown of Scandinavia.
Därefter chartras hon ut för enstaka resor och uppdrag. Ett kortare tid som hotellfartyg i Cádiz, blir det snart 30-åriga fartygets första uppdrag utanför Östersjön. 2014 chartras M/S Silja Festival ut med tolvmånaderkontrakt, för att användas som byggarbetarbostäder i Kitimati i British Columbia, vid Kanadas Stillahavskust under artistnamnet Delta Spirit Lodge. I februari 2015 blir en uppgörelse klar om att fartyget säljs till Bridgeman Services Ltd som driver det flytande hotellet. I maj 2015 meddelade Tallink att uppgörelsen blev inställd. 
Den 4 maj 2015 meddelade Tallink att Silja Festival istället är såld till Corsica Ferries för att levereras juni 2015. Färjan ska sättas i trafik tillsammans med systerfartyget M/S Mega Smeralda (M/S Svea) under namnet M/S Mega Andrea.